# Powiat Krasnostawski
Der Powiat Krasnostawski ist ein Powiat (Kreis) in der polnischen Woiwodschaft Lublin. Der Powiat hat eine Fläche von 1067,18 km², auf der 68.000 Einwohner leben.

## Gemeinden
Der Powiat umfasst zehn Gemeinden, davon eine Stadtgemeinde, eine Stadt-und-Land-Gemeinde und acht Landgemeinden.

### Stadtgemeinde
- Krasnystaw

### Stadt-und-Land-Gemeinde
- Izbica

### Landgemeinden
- Fajsławice
- Gorzków
- Krasnystaw
- Kraśniczyn
- Łopiennik Górny
- Rudnik
- Siennica Różana
- Żółkiewka